# 胡春霞
胡春霞（1980年—），陕西勉县人，汉族，中华人民共和国政治人物、第十二届全国人民代表大会陕西地区代表。
毕业于汉中市大河职业技术学校电算财会专业。擔任農民工，2013年，担任全国人大代表。